# Eckart Voigts
Eckart Voigts (* 1964) ist ein deutscher Anglist.

## Leben
Er erwarb 1994 in Gießen den Dr. phil. in Anglistik und 2003 die Habilitation (venia legendi: Englische und amerikanische Literatur- und Kulturwissenschaften). Von 2006 bis 2013 war er W2-Professor für Anglistik/Literaturwissenschaft an der Universität Siegen. Seit 2013 ist er W3-Professor für Anglistische Literatur- und Kulturwissenschaft an der TU Braunschweig.
Seine Forschungsschwerpunkte sind Medienwissenschaft, Adaptionswissenschaft und Intermedialität; Erzählungen des 19. und 20. Jahrhunderts; Literatur und Technologie; zeitgenössisches britisches Theater und Drama, partizipative Kultur.

## Schriften (Auswahl)
- Männerphantasien – Introspektion und gebrochene Wirklichkeitsillusion im Drama von Dennis Potter. Trier 1995.
- Introduction to Media Studies. Stuttgart 2005.
- Eckart Voigts, Pascal Nicklas,  Introduction: Adaptation, Transmedia Storytelling and Participatory Culture, Adaptation, Volume 6, Issue 2, August 2013, Pages 139–142, https://doi.org/10.1093/adaptation/apt012
- Eckart Voigts, Katja Krebs, Dennis Cutchins (Eds.), The Routledge Companion to Adaptation. Abingdon: Routledge, 2018. (2020 Choice Outstanding Academic Title award)